# Niên đại học thảo mộc

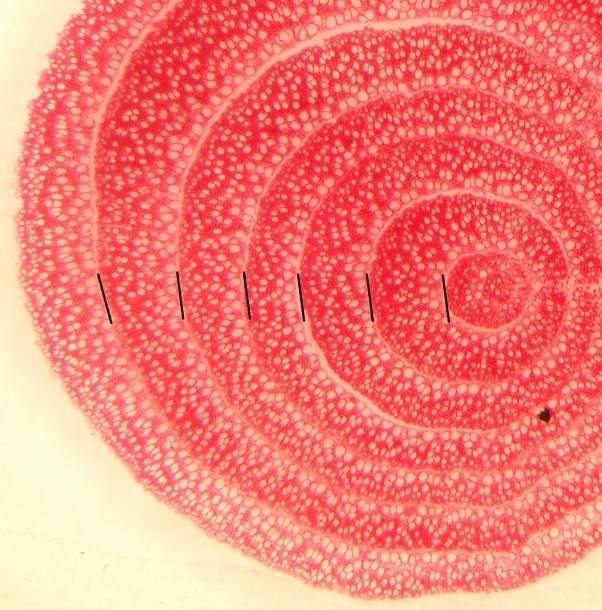
Mặt cắt ngang rễ (30 μm) của Penstemon venustus. Tiêu bản mô được nhuộm màu đỏ bằng cách sử dụng Phloroglucinol/HCl. Điểm đánh dấu màu đen biểu thị đường viền vòng hàng năm. Cá thể được thu thập tại núi Wallowa, Oregon, Hoa Kỳ (2003)

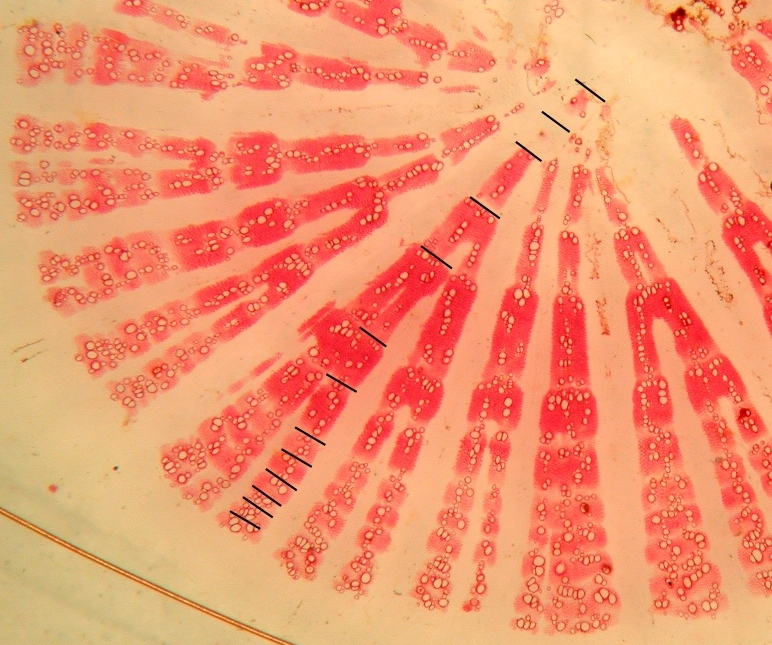
Mặt cắt ngang rễ (30 μm) của Cirsium spinosissimum. Tiêu bản mô được nhuộm màu đỏ bằng cách sử dụng Phloroglucinol/HCl. Điểm đánh dấu màu đen biểu thị đường viền vòng hàng năm. Cá thể được thu thập tại dãy núi Churfirsten, Thụy Sĩ (2002)

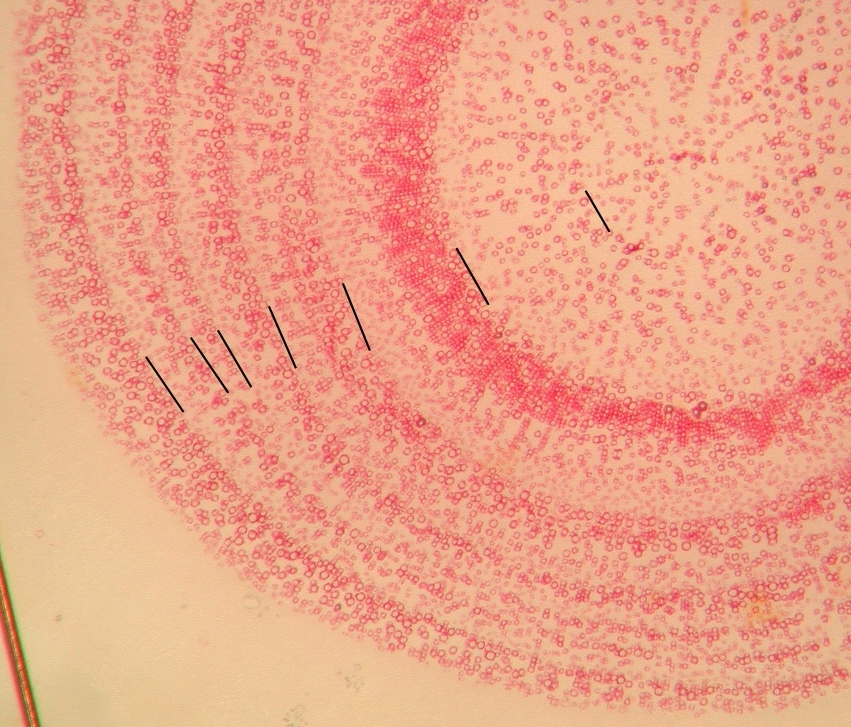
Mặt cắt ngang rễ (30 μm) của Silene vulgaris. Tiêu bản mô được nhuộm màu đỏ bằng cách sử dụng Phloroglucinol/HCl. Điểm đánh dấu màu đen biểu thị đường viền vòng hàng năm. Cá thể được thu thập tại Davos, Thụy Sĩ (2003)

Niên đại học thảo mộc (tiếng Anhː herbchronology) là một phân ngành của thực vật học nghiên cứu các vòng gỗ hàng năm trong mạch gỗ thứ cấp ở rễ thực vật lâu năm thân thảo. Lá và thân của thực vật thân thảo lâu năm sẽ chết đi vào cuối mùa sinh trưởng trong khi rễ thường tồn tại trong nhiều năm hoặc thậm chí cả đời. Các loài cây lâu năm thuộc nhóm thực vật hai lá mầm được đặc trưng bởi sinh trưởng thứ cấp, biểu hiện như một vòng tăng trưởng trong niên đại học thụ mộc. Khoảng 2/3 các loài thảo mộc hai lá mầm lâu năm có rễ phát triển bền vững trong vùng chịu ảnh hưởng khí hậu mạnh mẽ của bán cầu bắc cho thấy các vòng sinh trưởng hàng năm khá rõ ràng.
Đếm các vòng sinh trưởng hàng năm có thể được sử dụng để xác định tuổi của một loại thảo mộc lâu năm tương tự như nó được thực hiện trên cây bằng phương pháp niên đại học thụ mộc. Bằng cách này, người ta phát hiện ra rằng một số loại thảo mộc lâu năm sống tới 50 năm và hơn thế nữa.

## Lịch sử
Thuật ngữ niên đại thảo mộc có liên quan đến thuật ngữ niên đại học thụ mộc vì sự giống nhau của các cấu trúc được nghiên cứu. Thuật ngữ này được giới thiệu vào cuối những năm 1990, tuy nhiên, sự tồn tại của các vòng gỗ hàng năm trong các loại thảo mộc lâu năm đã được một số nhà nghiên cứu quan sát thấy trước đó.

## Vòng tăng trưởng hàng năm
Giống thực vật thân gỗ, thực vật thân thảo lâu năm cũng có tầng sinh mạch nằm giữa mạch gỗ và mạch rây của rễ. Tầng sinh mạch hoạt động trong mùa sinh trưởng và tạo ra một vòng tăng trưởng mới mỗi năm. Việc tăng thêm một lớp mô mạch mới mỗi năm ở thân và rễ thực vật thân thảo hai lá mầm được gọi là sinh trưởng thứ cấp và hoàn toàn giống ở thực vật thân gỗ. Mỗi vòng sinh trưởng riêng lẻ bao gồm mô gỗ sớm được hình thành vào đầu mùa sinh trưởng và mô gỗ muộn được hình thành vào mùa hè và mùa thu. Mô gỗ sớm có đặc điểm là ống dẫn rộng hoặc sự sắp xếp các mạch gỗ dày đặc hơn, trong khi mô gỗ muộn có các mạch máu hẹp hơn và/hoặc mật độ mạch thấp hơn.
Các vòng sinh trưởng hàng năm ở các loại thảo mộc thường chỉ có thể nhìn thấy được bằng kính hiển vi với mẫu mô được nhuộm màu, thường sử dụng nhuộm kép. Các mẫu giống như vòng gỗ có thể nhìn thấy trong các mặt cắt ngang của rễ bằng mắt thường có thể là "vòng giả".
Chiều rộng của vòng sinh trưởng hàng năm phụ thuộc vào các điều kiện khí hậu, thổ nhưỡng trong quá trình hình thành của nó: năm thuận lợi thì vòng rộng và màu sáng, năm kém thuận lợi thì hẹp và màu tối hơn.

## Các ứng dụng
Niên đại thảo mộc được sử dụng trong nhiều lĩnh vực nghiên cứu sinh thái và sinh học, ví dụ như trong quần xã sinh học, sinh học quần thể, sinh thái học thực vật và sinh học xâm lấn.
Niên đại thảo mộc cũng được sử dụng như một công cụ để ước tính tuổi thực vật. Đây có thể là thông tin liên quan để xác định :
- … tuổi thọ của một loài thực vật thân thảo lâu năm; đây là thông tin có giá trị cho sách nghiên cứu thực vật và là một khía cạnh quan trọng khi nghiên cứu chiến lược sinh tồn của một loài.[4]
- …cơ cấu tuổi cá thể thực vật; điều này có giá trị đối với các câu hỏi về động lực tăng trưởng quần thể hoặc mô hình lây lan của các loài xâm lấn.[11][12]

Niên đại thảo mộc cho phép đánh giá tốc độ tăng trưởng hàng năm dài hạn của một loại cây thân thảo lâu năm mà không cần phải theo dõi nó. Đây có thể là thông tin liên quan để đánh giáː
- … tác động của những biến động khí hậu cụ thể đối với tăng trưởng thực vật.[10]
- … tác động của những thay đổi điều kiện sống như cạnh tranh.[5]
- … mô hình tăng trưởng của vòng đời thực vật.[4]